# Píla (Hrabušice)
Píla ist ein Ort in der Ostslowakei und Teil der Gemeinde Hrabušice im Okres Spišská Nová Ves. Übersetzt aus dem Slowakischen, bedeutet Píla Sägewerk. Píla liegt in einem Tal des Slowakischen Paradieses an einem Nebenfluss des Hornád. Die nächste Stadt ist Spišská Nová Ves in circa 20 Kilometer Entfernung.

## Tourismus
Píla bildet einen Ausgangspunkt für einige der bekannten Wanderungen des Slowakischen Paradieses, insbesondere für die Schluchten Piecky und Veľký Sokol.
Im Dorf und seiner Umgebung gibt es einige Unterkunftsmöglichkeiten und Hüttenbetriebe.
Píla ist von Bratislava und Košice aus mit dem Zug sowie von Spišská Nová Ves mit dem Bus erreichbar (nur Juli bis September).